# 李素立
李素立（?—?），唐朝官员，赵州高邑县（今河北省高邑县）人。
北齐梁州刺史李义深的曾孙，散骑常侍李騊駼的孙子，隋朝水部郎中李政藻之子，大业末年李政藻充使淮南，为盗贼所杀。李素立，武德初年为监察御史。当时有犯法之人罪不至死者，唐高祖特命处死，李素立劝谏：“三尺之法，与天下共之，法一动摇，则人无所措手足。陛下甫创鸿业，遐荒尚阻，奈何辇毂之下，便弃刑书？臣忝法司，不敢奉旨。”唐高祖听从。从此被皇帝看重。李素立丁忧，高祖令他夺情，任命他为七品清要官，有司拟定为雍州司户参军。高祖说：“此官要而不清。”又拟定为秘书郎。高祖说：“此官清而不要。”擢升为侍御史，高祖说：“此官清而复要。”
贞观年间，转任扬州大都督府司马。当时突厥、铁勒各部相继内附，唐太宗在漠北设置燕然都护府，任命李素立为燕然都护。阙泥孰别部为边患。李素立遣使招降。北夷人感其恩惠，率牛马馈赠李素立，李素立只接受一杯酒，剩下的都还给了他们。为其建立官署、开置屯田。在位民安食足。之后，转任绵州刺史。永徽初年，转任蒲州刺史，将上任，绵州官署中所余粮储及什物，都交给州司，自己带着书籍离去。途中病故，唐高宗听说为他废朝一日，谥号平。其孙李至远、李从远。李至远之子李畬，李从远景云年间官至黄门侍郎、太府卿。

## 子孙
- 子：李休烈
  - 孙：李至远
    - 曾孙：李畬
      - 玄孙：李承
        - 李藩
          - 赞皇县君李娥
          - 李孙二

        - 李淐

      - 玄孙：李晔

    - 曾孙：李鼒
    - 曾孙：李载

  - 孙：李昇远
    - 曾孙：李雄飞
      - 玄孙：李矩
        - 李恭仁

      - 玄孙：李封

  - 孙：赵郡懿公李从远
    - 曾孙：李岩
    - 曾孙：李常
    - 曾孙：李甲

  - 孙：李希远
    - 曾孙：李并
      - 玄孙：李规
        - 李将顺
        - 李简能
        - 李侯七

      - 玄孙：李觐
      - 玄孙：李觌
      - 玄孙：李岘
        - 李固言
          - 李欢
          - 李悦

      - 玄孙：李观
        - 李将顺

  - 孙：李昌远
    - 曾孙：李美

## 延伸阅读
[在维基数据编辑]
 《舊唐書·卷185上》，出自刘昫《舊唐書》